# 若双龍秀造
若双龍 秀造（わかそうりゅう しゅうぞう、1950年5月28日 - ）は、秋田県山本郡琴丘町（現三種町）出身で二子山部屋に所属した元大相撲力士。本名は澤田 秀造（さわだ しゅうぞう）。175cm、99kg。最高位は東十両8枚目。得意技は右四つ、投げ。

## 経歴
三種町立琴丘中学校では相撲部に所属して秋田県大会で優勝し、相撲の名門である秋田県立金足農業高等学校へ進学した。相撲界への入門を考え、小兵ながら横綱に昇進した二子山親方（第45代横綱・若乃花）に興味を持ち、顔を見てみたいと思って二子山部屋への入門を考えていた。しかし、進学した高校が伊勢ヶ濱部屋に多くの新弟子を輩出していたので気に入らず、 1年生の秋の新人戦に出場選手として選ばれていたにもかかわらず中途退学して母の反対を押し切って二子山部屋に入門した。
最初の新弟子検査は背が低かったので諦めかけていたが、ある人に「盲腸を切ると大きくなる」と言われると、特に異常のない盲腸を何の躊躇いもなく切除した。
1968年5月場所に初土俵。初土俵から約1年程で幕下に昇進したが、小兵で軽量だったこともあって幕下ではやや苦戦した。それでも1974年11月場所に若龍児 秀造の四股名で十両に昇進。その後は十両と幕下を往復し、さらに二度の改名をしながら十両を5場所務め、1978年1月場所に27歳で廃業した。

## 主な成績
- 通算成績：236勝206敗4休  勝率.534
- 十両成績：29勝46敗  勝率.387
- 現役在位：59場所
- 十両在位：5場所
- 各段優勝
  - 序ノ口優勝：1回（1968年7月場所）

### 場所別成績
| | 一月場所 初場所（東京） | 三月場所 春場所（大阪） | 五月場所 夏場所（東京） | 七月場所 名古屋場所（愛知） | 九月場所 秋場所（東京） | 十一月場所 九州場所（福岡） |
| --- | ----------------------- | ----------------------- | ----------------------- | --------------------------- | ----------------------- | --------------------------- |
| 1968年 （昭和43年） | x                       | x                       | （前相撲）              | 東序ノ口8枚目 優勝 7–0      | 東序二段23枚目 5–2      | 西三段目83枚目 6–1          |
| 1969年 （昭和44年） | 東三段目37枚目 4–3      | 西三段目21枚目 4–3      | 西三段目14枚目 2–5      | 西三段目29枚目 3–4          | 東三段目34枚目 6–1      | 東三段目2枚目 5–2           |
| 1970年 （昭和45年） | 東幕下43枚目 3–4        | 東幕下50枚目 4–3        | 東幕下43枚目 3–4        | 東幕下48枚目 4–3            | 西幕下39枚目 2–5        | 西幕下57枚目 2–4–1          |
| 1971年 （昭和46年） | 東三段目16枚目 5–2      | 西幕下57枚目 5–2        | 西幕下36枚目 6–1        | 東幕下12枚目 4–3            | 東幕下11枚目 3–4        | 東幕下17枚目 2–5            |
| 1972年 （昭和47年） | 西幕下31枚目 4–3        | 東幕下27枚目 4–3        | 東幕下24枚目 4–3        | 東幕下20枚目 2–5            | 西幕下35枚目 2–5        | 西幕下49枚目 4–3            |
| 1973年 （昭和48年） | 西幕下39枚目 6–1        | 西幕下13枚目 4–3        | 西幕下9枚目 4–3         | 東幕下8枚目 3–4             | 西幕下12枚目 5–2        | 西幕下5枚目 4–3             |
| 1974年 （昭和49年） | 東幕下3枚目 1–6         | 西幕下18枚目 4–3        | 西幕下13枚目 5–2        | 東幕下4枚目 5–2             | 東幕下筆頭 5–2          | 西十両12枚目 6–9            |
| 1975年 （昭和50年） | 西幕下3枚目 4–3         | 西幕下2枚目 1–3–3       | 西幕下17枚目 4–3        | 東幕下14枚目 5–2            | 東幕下4枚目 5–2         | 東幕下筆頭 3–4              |
| 1976年 （昭和51年） | 西幕下4枚目 2–5         | 東幕下15枚目 5–2        | 西幕下4枚目 4–3         | 東幕下3枚目 4–3             | 西幕下2枚目 4–3         | 東十両12枚目 8–7            |
| 1977年 （昭和52年） | 東十両8枚目 6–9         | 西十両12枚目 8–7        | 東十両10枚目 1–14       | 西幕下14枚目 4–3            | 西幕下11枚目 5–2        | 西幕下5枚目 4–3             |
| 1978年 （昭和53年） | 東幕下4枚目 引退 2–5–0  | x                       | x                       | x                           | x                       | x                           |
| 各欄の数字は、「勝ち-負け-休場」を示す。 優勝 引退 休場 十両 幕下 三賞：敢=敢闘賞、殊=殊勲賞、技=技能賞 その他：★=金星 番付階級：幕内 - 十両 - 幕下 - 三段目 - 序二段 - 序ノ口 幕内序列：横綱 - 大関 - 関脇 - 小結 - 前頭（「#数字」は各位内の序列） |                         |                         |                         |                             |                         |                             |

## 改名歴
改名を9度している。
- 沢田（さわだ）1968年5月場所
- 琴岡（ことおか）1968年7月場所 - 1969年3月場所
- 紅葉（もみじ）1969年5月場所 - 1969年7月場所
- 琴丘 秀造（ことおか しゅうぞう）1969年9月場所 - 1970年9月場所
- 金光（かねひかり）1970年11月場所 - 1971年7月場所
- 若二子（わかふたご）1971年9月場所 - 1974年3月場所
- 若龍児 秀造（わかりゅうじ しゅうぞう）1974年5月場所 - 1976年1月場所
- 若双龍 秀三（わかそうりゅう しゅうぞう）1976年3月場所 - 1977年1月場所
- 若双龍 秀造（わかそうりゅう しゅうぞう）1977年3月場所 - 1978年1月場所